# A Salty Dog
| 전문가 평가 | 전문가 평가 |
| 평가 점수   | 평가 점수   |
| 출처        | 점수        |
| ----------- | ----------- |
| AllMusic    | [ 2 ]       |

《A Salty Dog》는 1969년 영국의 록 밴드 프로콜 하럼의 세 번째 스튜디오 음반으로, 리갈 조노폰 레코드와 A&M 레코드가 발매했다.

## 내용
《A Salty Dog》는 커버에서 알 수 있듯이 표면적으로 항해 테마를 가지고 있다(유명한 플레이어즈 네이비 컷 담배 팩의 파스티슈). 스트레이트 록, 블루스, 팝 아이템들이 산재해 있는 《A Salty Dog》는 주제적으로 덜 모호하게 전작들과 약간의 방향 전환을 보여주었다. 타이틀곡 자체는 약 3년 후에 발매된 라이브 음반 공연에서 언급될 것처럼 오케스트라를 사용한 최초의 프로콜 하럼 트랙이었다.
이 음반은 매튜 피셔가 프로듀싱한 첫 음반이었고, 그는 발매 직후 밴드를 그만두었다. 이 음반은 베이시스트 데이브 나이츠가 참여한 마지막 프로콜 하럼 음반이기도 하다.

## 배경 및 녹음
《A Salty Dog》 1969년 3월에 녹음되었다. 이 음반에서 그룹과 로빈 트로워 사이의 음악적 긴장감이 드러나기 시작했고, 비록 그의 기타 사운드가 대부분의 트랙에 필수적인 요소로 남아 있지만, 돌이켜보면 〈Crucifiction Lane〉(희귀한 트로어 보컬이 특징)은 트로워가 이미 밴드의 나머지 부분과 다른 방향으로 움직이고 있었음을 보여준다. 여전히, 이 음반은 이전 두 음반보다 음악적으로 훨씬 더 다양한데, 세 개의 피셔 보컬과 한 개의 트로워 보컬이 있다. 밴드가 《A Salty Dog》에서 사용한 많은 악기들은 이전에 비틀즈와 더 섀도스의 음반에 사용되었다.

## 발매
《A Salty Dog》는 1969년 4월, A&M 레코드에 의해 미국에서 발매되었고, 1969년 6월, 영국에서는 리갈 조노폰 레코드에 의해 발매되었다. 타이틀곡은 〈Long Gone Geek〉으로 지지를 받았고 1969년 영국 싱글 차트에서 44위에 올랐고 음반 자체는 영국 음반 차트에서 27위에 올랐다. 캐나다에서는 이 음반이 25위에 올랐다.

## 곡 목록
| #  | 제목                           | 작사·작곡                 | 재생 시간 |
| -- | ------------------------------ | ------------------------- | --------- |
| 1. | 〈A Salty Dog〉                | 게리 브루커, 키스 리드    | 4:41      |
| 2. | 〈The Milk of Human Kindness〉 | 브루커, 리드              | 3:47      |
| 3. | 〈Too Much Between Us〉        | 브루커, 로빈 트로워, 리드 | 3:45      |
| 4. | 〈The Devil Came from Kansas〉 | 브루커, 리드              | 4:38      |
| 5. | 〈Boredom〉                    | 매튜 피셔, 브루커, 리드   | 4:34      |

| #  | 제목                      | 작사·작곡    | 재생 시간 |
| -- | ------------------------- | ------------ | --------- |
| 1. | 〈Juicy John Pink〉       | 트로워, 리드 | 2:08      |
| 2. | 〈Wreck of the Hesperus〉 | 피셔, 리드   | 3:49      |
| 3. | 〈All This and More〉     | 브루커, 리드 | 3:52      |
| 4. | 〈Crucifiction Lane〉     | 트로워, 리드 | 5:03      |
| 5. | 〈Pilgrim's Progress〉    | 피셔, 리드   | 4:32      |